# Osiedle Sienkiewiczowskie
Osiedle Sienkiewiczowskie – osiedle samorządowe Ostrowca Świętokrzyskiego.

## Zasięg terytorialny
Osiedle obejmuje swym zasięgiem ulice: Kochanowskiego, Konopnickiej od nr 1 do nr 11 (numery nieparzyste) i od nr 2 do nr 10 (numery parzyste), Kopernika od nr 1 do nr 17 (numery nieparzyste) i od nr 4 do nr 8 (numery parzyste), Matejki, Orzeszkowej, Polną od nr 88 do nr 92 (numery parzyste), Reymonta, Sienkiewicza od nr 64 do nr 96 (numery parzyste), Waryńskiego od nr 1 do nr 35 (numery nieparzyste) i od nr 2 do nr 22 (numery parzyste), Wspólną od nr 1 do nr 23 (numery nieparzyste), Wyspiańskiego od nr 1 do nr 25 (numery nieparzyste) i od nr 2 do nr 24 (numery parzyste).